# Senotainia kansensis
Senotainia kansensis är en tvåvingeart som först beskrevs av Townsend 1892.  Senotainia kansensis ingår i släktet Senotainia och familjen köttflugor. Inga underarter finns listade i Catalogue of Life.